# جو ديفين
جو ديفين (بالإنجليزية: Joe Devine)‏ (8 سبتمبر 1905 في المملكة المتحدة - 1980) هو مدرب كرة قدم ولاعب كرة قدم بريطاني (وحمل سابقاً جنسية المملكة المتحدة لبريطانيا العظمى وأيرلندا) في مركز مهاجم داخلي. لعب مع برمنغهام سيتي وكوينز بارك رينجرز ونادي بيرنلي ونادي تشيسترفيلد ونادي سندرلاند ونيوكاسل يونايتد وBathgate F.C. ‏.